# Салем Хассан, Ахмед
Ахмед Салем Хассан (араб. أحمد سالم حسن‎, англ. Ahmed Salem Hassan, род. Египет) — египетский шоссейный и трековый велогонщик.

## Карьера
В 1924 году в составе сборной Египта принял участия на Летних Олимпийских играх в Париже. Выступил в двух дисциплинах по велоспорту.
Сначала 23 июля стартовал в индивидуальной гонке на шоссе, но не смог её закончить.
Через четыре дня, 27 июля, принял участие в трековой гонке на 50 километров, по итогам которой был классифицирован на 8—36 местах.